# RhB Ge 4/4 III
Les Ge 4/4III sont des locomotives électriques roulant sur le réseau à voie métrique des Chemins de fer rhétiques situé en Suisse dans le canton des  Grisons.

## Histoire
Ces machines ont été construites au début des années 1990 par ABB et SLM  au nombre de 12. Elles sont chargées par ailleurs de la traction des trains d'automobiles accompagnés dans le tunnel de la Vereina.

## Liste des locomotives Ge 4/4IIIaux Chemins de fer rhétiques
| no de série | Nom de baptême                   | Emblème | Mise en service   | État       | Inscription publicitaire (en Avril 2011)    |
| ----------- | -------------------------------- | ------- | ----------------- | ---------- | ------------------------------------------- |
| 641         | Maienfeld                        |         | 7 décembre 1993   | en service | Coop                                        |
| 642         | Breil/Brigels                    |         | 24 janvier 1994   | en service | Auto-promotion RhB Team                     |
| 643         | Vals                             |         | 22 février 1994   | en service | Ems-Chemie                                  |
| 644         | Savognin                         |         | 14 avril 1994     | en service | Lazzarini                                   |
| 645         | Tujetsch                         |         | 31 mai 1994       | en service | Radio e Televisiun Rumantscha               |
| 646         | Santa Maria Val Müstair          |         | 27 juin 1994      | en service | Promotion BÜGA                              |
| 647         | Grüsch                           |         | 20 septembre 1994 | en service | A&M AG                                      |
| 648         | Susch                            |         | 5 novembre 1994   | en service | Livrée rouge d'origine                      |
| 649         | Lavin                            |         | 8 décembre 1994   | en service | 20 Minutes                                  |
| 650         | Seewis im Prättigau              |         | 7 septembre 1999  | en service | Promotion du patrimoine mondial de l'UNESCO |
| 651         | Fideris                          |         | 28 septembre 1999 | en service | Promotion Glacier-Express                   |
| 652         | Vaz/Obervaz Lenzerheide-Valbella |         | 5 novembre 1999   | en service | HC Davos                                    |

## Galerie de photos

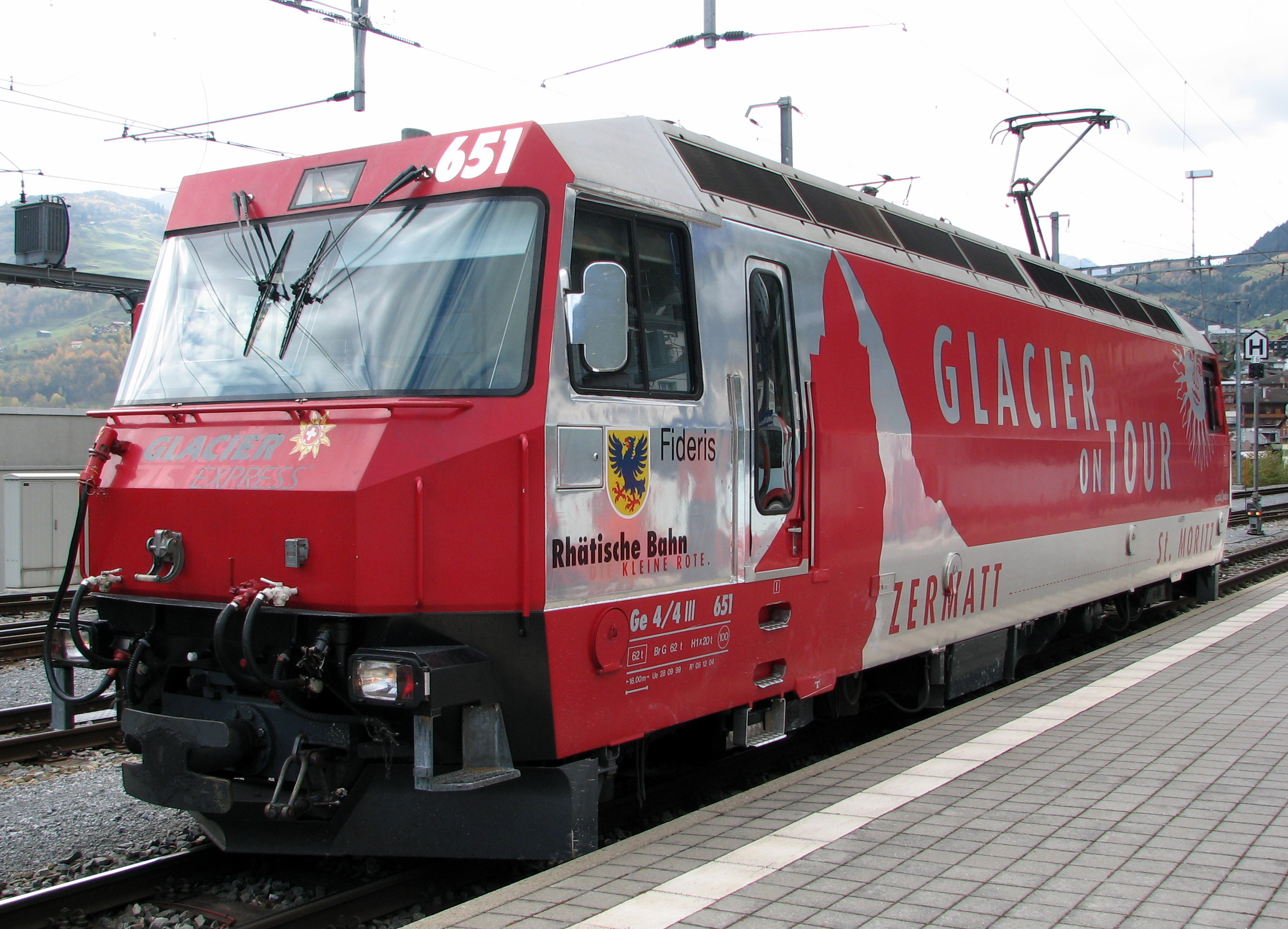
Locomotive Ge 4/4III 651 en gare de Disentis
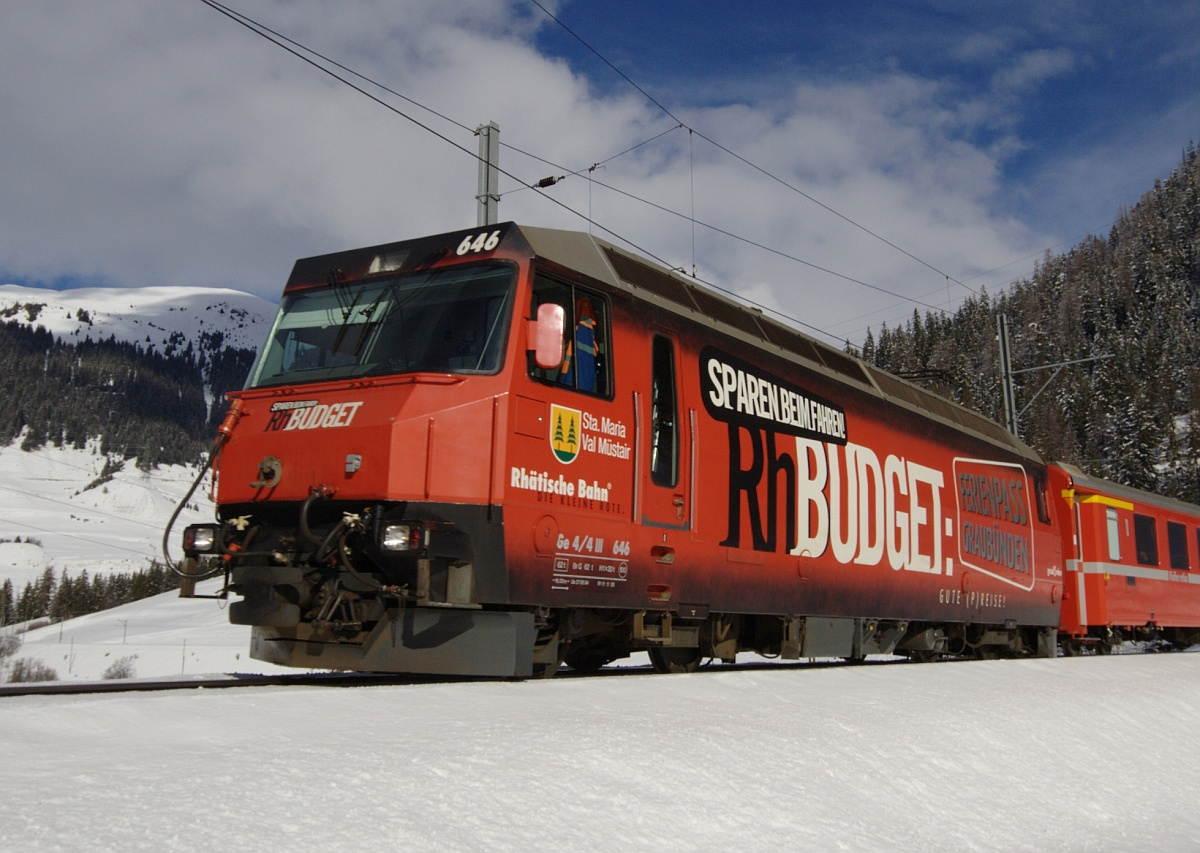
RhB Ge 4/4III 646 roulant à destination de Coire au-dessus de Bergün
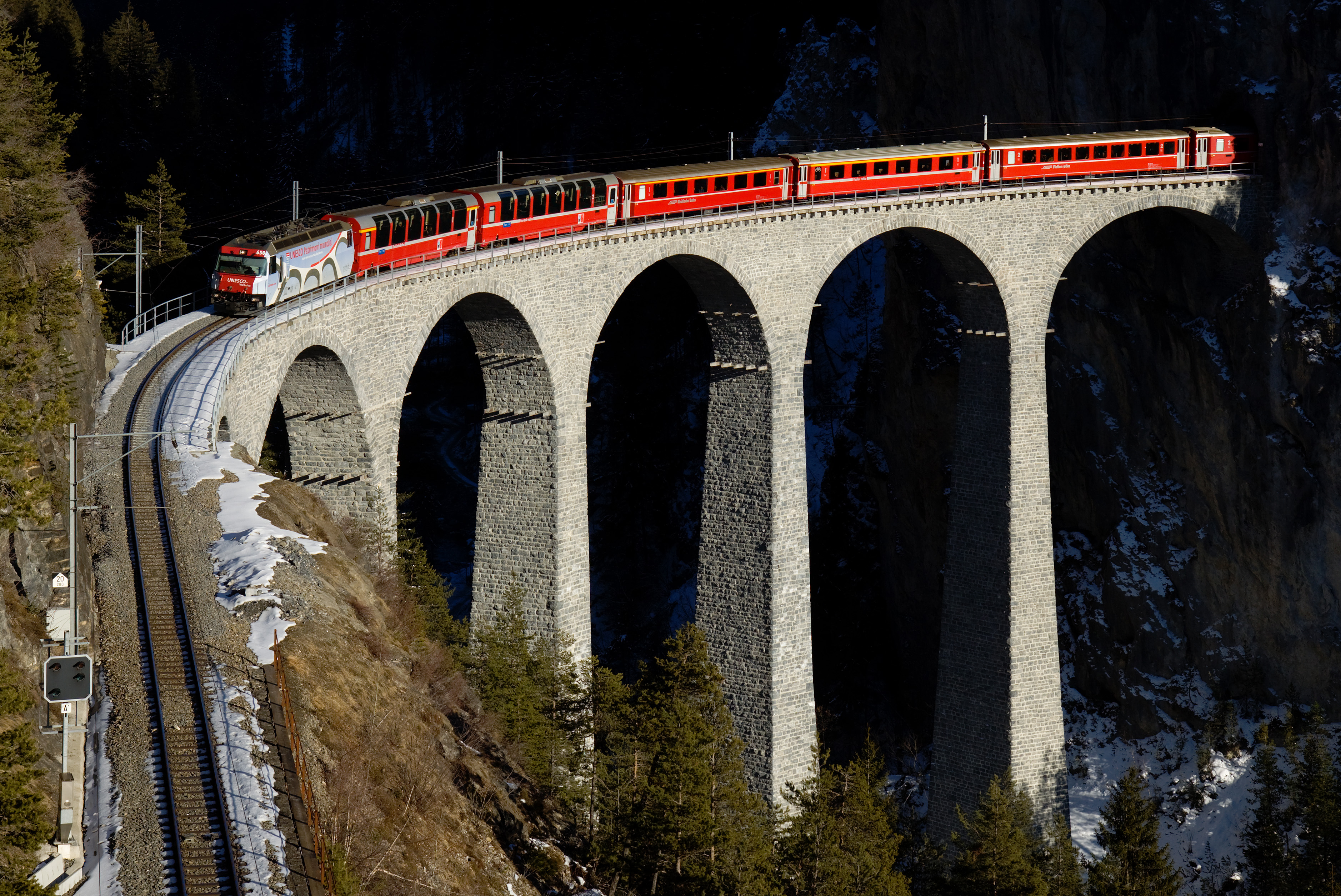
RhB Ge 4/4III avec un train Regio Express de Saint-Moritz à Coire sur le viaduc de Landwasser